# نارام‌زیان
نارام‌زیان (نام علمی: Ferae) کلادی از پستانداران است که شامل راسته‌های گوشت‌خوارسانان و پولک‌پوست‌سانان می‌شود که راستۀ نخست دارای بیش از ۲۶۰ گونه پراکنده در سراسر جهان و راستۀ دوم دارای ۸ گونه پراکنده در مناطق گرمسیری آفریقا و آسیا است.
اگرچه پانگولین‌ها همانندی زیادی به گوشتخواران ندارند و در گذشته گمان بر این می‌رفت که خویشاوندان نزدیک شگفت‌بندان (همچون آرمادیلوها، تنبل‌ها، و غیره) باشند، اما بررسی‌های دی‌ان‌ای به تازگی نشان داده‌اند که آن‌ها نزدیکی بیشتری با گوشت‌خوارسانان دارند.
پژوهش‌های جدید نشان داده‌اند که نزدیک‌ترین خویشاوندان نارام‌زیان تک‌سم‌سانان (اسب‌ها، تاپیرها، و کرگدن‌ها) و نیز آب‌بازجفت‌سمان – که جفت‌سم‌سانان را با آب‌بازسانان یکپارچه می‌کند – هستند. این رده‌بندی در درخت فیلوژنتیک زیر آمده است. فیلوژنی دیگری که کمتر تایید شده است نزدیک‌ترین خویشاوندان نارام‌زیان را تک‌سم‌سانان و خفاش‌سانان (و نه آب‌بازجفت‌سمان) قرار می‌دهد.
نارام‌زیان به همراه تک‌سم‌سانان در گروه جانوردوستیان Zooamata گذاشته شده‌اند. نارام‌زیان، تک‌سم‌سانان، و خفاش‌سانان با هم را بال‌اسب‌نارام‌زیان Pegasoferae می‌خوانند.
|  | پولک‌پوست‌سانان (پانگولین‌ها)                             |
|  |                                                        |
|  | گوشت‌خوارسانان (گربه‌ها، کفتارها، سگ‌ها، خرس‌ها، فک‌ها و …) |
|  |                                                        |

|  | تک‌سم‌سانان (اسب‌ها، تاپیرها، کرگدن‌ها و …)                 |
|  |                                                         |
|  | جفت‌سم‌سانان (شتر، خوک، نشخوارکنندگان، اسب آبی، نهنگ و …) |
|  |                                                         |

|  | پولک‌پوست‌سانان (پانگولین‌ها)                             |
|  |                                                        |
|  | گوشت‌خوارسانان (گربه‌ها، کفتارها، سگ‌ها، خرس‌ها، فک‌ها و …) |
|  |                                                        |

|  | تک‌سم‌سانان (اسب‌ها، تاپیرها، کرگدن‌ها و …)                 |
|  |                                                         |
|  | جفت‌سم‌سانان (شتر، خوک، نشخوارکنندگان، اسب آبی، نهنگ و …) |
|  |                                                         |

|  | پولک‌پوست‌سانان (پانگولین‌ها)                             |
|  |                                                        |
|  | گوشت‌خوارسانان (گربه‌ها، کفتارها، سگ‌ها، خرس‌ها، فک‌ها و …) |
|  |                                                        |

|  | تک‌سم‌سانان (اسب‌ها، تاپیرها، کرگدن‌ها و …)                 |
|  |                                                         |
|  | جفت‌سم‌سانان (شتر، خوک، نشخوارکنندگان، اسب آبی، نهنگ و …) |
|  |                                                         |

|  | پولک‌پوست‌سانان (پانگولین‌ها)                             |
|  |                                                        |
|  | گوشت‌خوارسانان (گربه‌ها، کفتارها، سگ‌ها، خرس‌ها، فک‌ها و …) |
|  |                                                        |

|  | تک‌سم‌سانان (اسب‌ها، تاپیرها، کرگدن‌ها و …)                 |
|  |                                                         |
|  | جفت‌سم‌سانان (شتر، خوک، نشخوارکنندگان، اسب آبی، نهنگ و …) |
|  |                                                         |

|  | پولک‌پوست‌سانان (پانگولین‌ها)                             |
|  |                                                        |
|  | گوشت‌خوارسانان (گربه‌ها، کفتارها، سگ‌ها، خرس‌ها، فک‌ها و …) |
|  |                                                        |

|  | تک‌سم‌سانان (اسب‌ها، تاپیرها، کرگدن‌ها و …)                 |
|  |                                                         |
|  | جفت‌سم‌سانان (شتر، خوک، نشخوارکنندگان، اسب آبی، نهنگ و …) |
|  |                                                         |

|  | پولک‌پوست‌سانان (پانگولین‌ها)                             |
|  |                                                        |
|  | گوشت‌خوارسانان (گربه‌ها، کفتارها، سگ‌ها، خرس‌ها، فک‌ها و …) |
|  |                                                        |

|  | تک‌سم‌سانان (اسب‌ها، تاپیرها، کرگدن‌ها و …)                 |
|  |                                                         |
|  | جفت‌سم‌سانان (شتر، خوک، نشخوارکنندگان، اسب آبی، نهنگ و …) |
|  |                                                         |

|  | پولک‌پوست‌سانان (پانگولین‌ها)                             |
|  |                                                        |
|  | گوشت‌خوارسانان (گربه‌ها، کفتارها، سگ‌ها، خرس‌ها، فک‌ها و …) |
|  |                                                        |

|  | تک‌سم‌سانان (اسب‌ها، تاپیرها، کرگدن‌ها و …)                 |
|  |                                                         |
|  | جفت‌سم‌سانان (شتر، خوک، نشخوارکنندگان، اسب آبی، نهنگ و …) |
|  |                                                         |

|  | پولک‌پوست‌سانان (پانگولین‌ها)                             |
|  |                                                        |
|  | گوشت‌خوارسانان (گربه‌ها، کفتارها، سگ‌ها، خرس‌ها، فک‌ها و …) |
|  |                                                        |

|  | تک‌سم‌سانان (اسب‌ها، تاپیرها، کرگدن‌ها و …)                 |
|  |                                                         |
|  | جفت‌سم‌سانان (شتر، خوک، نشخوارکنندگان، اسب آبی، نهنگ و …) |
|  |                                                         |

|  | پولک‌پوست‌سانان (پانگولین‌ها)                             |
|  |                                                        |
|  | گوشت‌خوارسانان (گربه‌ها، کفتارها، سگ‌ها، خرس‌ها، فک‌ها و …) |
|  |                                                        |

|  | تک‌سم‌سانان (اسب‌ها، تاپیرها، کرگدن‌ها و …)                 |
|  |                                                         |
|  | جفت‌سم‌سانان (شتر، خوک، نشخوارکنندگان، اسب آبی، نهنگ و …) |
|  |                                                         |

|  | پولک‌پوست‌سانان (پانگولین‌ها)                             |
|  |                                                        |
|  | گوشت‌خوارسانان (گربه‌ها، کفتارها، سگ‌ها، خرس‌ها، فک‌ها و …) |
|  |                                                        |

|  | تک‌سم‌سانان (اسب‌ها، تاپیرها، کرگدن‌ها و …)                 |
|  |                                                         |
|  | جفت‌سم‌سانان (شتر، خوک، نشخوارکنندگان، اسب آبی، نهنگ و …) |
|  |                                                         |

|  | پولک‌پوست‌سانان (پانگولین‌ها)                             |
|  |                                                        |
|  | گوشت‌خوارسانان (گربه‌ها، کفتارها، سگ‌ها، خرس‌ها، فک‌ها و …) |
|  |                                                        |

|  | تک‌سم‌سانان (اسب‌ها، تاپیرها، کرگدن‌ها و …)                 |
|  |                                                         |
|  | جفت‌سم‌سانان (شتر، خوک، نشخوارکنندگان، اسب آبی، نهنگ و …) |
|  |                                                         |

|  | پولک‌پوست‌سانان (پانگولین‌ها)                             |
|  |                                                        |
|  | گوشت‌خوارسانان (گربه‌ها، کفتارها، سگ‌ها، خرس‌ها، فک‌ها و …) |
|  |                                                        |

|  | تک‌سم‌سانان (اسب‌ها، تاپیرها، کرگدن‌ها و …)                 |
|  |                                                         |
|  | جفت‌سم‌سانان (شتر، خوک، نشخوارکنندگان، اسب آبی، نهنگ و …) |
|  |                                                         |

|  | پولک‌پوست‌سانان (پانگولین‌ها)                             |
|  |                                                        |
|  | گوشت‌خوارسانان (گربه‌ها، کفتارها، سگ‌ها، خرس‌ها، فک‌ها و …) |
|  |                                                        |

|  | تک‌سم‌سانان (اسب‌ها، تاپیرها، کرگدن‌ها و …)                 |
|  |                                                         |
|  | جفت‌سم‌سانان (شتر، خوک، نشخوارکنندگان، اسب آبی، نهنگ و …) |
|  |                                                         |

|  | پولک‌پوست‌سانان (پانگولین‌ها)                             |
|  |                                                        |
|  | گوشت‌خوارسانان (گربه‌ها، کفتارها، سگ‌ها، خرس‌ها، فک‌ها و …) |
|  |                                                        |

|  | تک‌سم‌سانان (اسب‌ها، تاپیرها، کرگدن‌ها و …)                 |
|  |                                                         |
|  | جفت‌سم‌سانان (شتر، خوک، نشخوارکنندگان، اسب آبی، نهنگ و …) |
|  |                                                         |

|  | پولک‌پوست‌سانان (پانگولین‌ها)                             |
|  |                                                        |
|  | گوشت‌خوارسانان (گربه‌ها، کفتارها، سگ‌ها، خرس‌ها، فک‌ها و …) |
|  |                                                        |

|  | تک‌سم‌سانان (اسب‌ها، تاپیرها، کرگدن‌ها و …)                 |
|  |                                                         |
|  | جفت‌سم‌سانان (شتر، خوک، نشخوارکنندگان، اسب آبی، نهنگ و …) |
|  |                                                         |

|  | پولک‌پوست‌سانان (پانگولین‌ها)                             |
|  |                                                        |
|  | گوشت‌خوارسانان (گربه‌ها، کفتارها، سگ‌ها، خرس‌ها، فک‌ها و …) |
|  |                                                        |

|  | تک‌سم‌سانان (اسب‌ها، تاپیرها، کرگدن‌ها و …)                 |
|  |                                                         |
|  | جفت‌سم‌سانان (شتر، خوک، نشخوارکنندگان، اسب آبی، نهنگ و …) |
|  |                                                         |